# Chaîne de la Selle
Chaîne de la Selle är en bergskedja i Haiti.   Det ligger i departementet Ouest, i den sydöstra delen av landet, 40 km sydost om huvudstaden Port-au-Prince. Högsta punkten är Pic la Selle, 2 680 meter över havet, som är Haitis högsta punkt.